# نظائر الكريبتون
للكريبتون Kr اثنان وثلاثون نظيراً بالإضافة إلى عشرة مُصاوِغات نووية.
يتألّف الكريبتون الموجود طبيعياً في الغلاف الجوّي للأرض من خمسة نظائر مستقرّة (80Kr و82Kr و83Kr و84Kr و86Kr)، بالإضافة إلى وجود النظير المشعّ كريبتون-78 78Kr، والذي يمتلك عمر نصف طويل نسبياً مقداره 9.2×1021 سنة، بشكلٍ يمكن اعتباره مستقرّاً. فالنظير كريبتون-78 78Kr يمتلك ثاني أطول عمر نصف معروف بين النظائر التي اضمحلالها مراقَبٌ ومعروف، فهو يضمحلّ وفق نمط التقاط إلكترون مضاعف إلى النظير سيلينيوم-78 78Se.
من بين النظائر المستقرّة لهذا العنصر يعدّ النظير كريبتون-84 84Kr الأكثر وفرةً بنسبة 57%، يليه كريبتون-84 84Kr بنسبة 17.3%، ثمّ النظير كريبتون-82 82Kr بنسبة 11.58%، ثمّ النظير كريبتون-83 83Kr بنسبة 11.49%؛ في حين أنّ النظيرَين كريبتون-80 80Kr وكريبتون-78 78Kr يمتلكان النسبة الأقلّ من وفرة النظائر، وذلك بمقدار 2.28% و0.35%، على الترتيب.
للكريبتون أيضاً نظائر غير مستقرّة ومصاوغات نووية، وهي معروفة ومدروسة. توجد آثارٌ من النظير كريبتون-81 81Kr في الطبيعة، وهو يُصنّف ضمن النويدات الكونية التي نشأت من تعرّض النظير كريبتون-80 80Kr للأشعّة الكونية، ويبلغ عمر النصف له مقدار 230 ألف سنة. على الرغم من أنّ الكريبتون غاز ومن الصعب انحلاله في الماء القريب من سطح الأرض، إلّا أنّ النظير كريبتون-81 يُستخدَم من أجل التأريخ الإشعاعي لعيّنات المياه الجوفية. يعدّ النظير كريبتون-85 85Kr نظيراً مشعّاً لغازٍ نبيلٍ خاملٍ، وهو يَنتجُ من الانشطار النووي لليورانيوم والبلوتونيوم، مثلما يحدث عن اختبار القنابل والمفاعلات النووية؛ كما يتحرّر الكريبتون-85 85Kr من إعادة معالجة الوقود النووي. وُجدَ أنّ تركيز هذا النظير في القطب الشمالي أعلى بحوالي 30% من تركيزه في القطب الجنوبي.